# ピーター・ウェラー
ピーター・ウェラー（Peter Weller、1947年6月24日 - ）はアメリカの俳優、テレビドラマ監督。ウィスコンシン州スティーブンスポイント出身。身長183cm。

## 来歴
父親が陸軍のヘリコプター・パイロットだったため、子供時代は各地を転々とする。テキサス州に落ち着き、北テキサス大学で演劇を学ぶと同時に大学のバンドでトランペットも担当。大学卒業後に更にアメリカン・アカデミー・オブ・ドラマティック・アーツで演劇を学ぶ。
1970年代より舞台に出演。1987年に映画『ロボコップ』に主演したことで有名である。ウィリアム・バロウズの小説を映画化した『裸のランチ』では、原作者のバロウズをモデルにした人物であるウィリアム・リーを演じた。
その後は『名探偵モンク』『アンダー・ザ・ドーム』『サンズ・オブ・アナーキー』『HAWAII FIVE-0』『ザ・ラストシップ』など数々のテレビドラマの監督も務めている。

## 私生活
- 若い時期より仏教（禅宗）に帰依している。
- 59歳の誕生日にあたる2006年6月24日、イタリアでシェリー・ストウと結婚式を挙げた。

## 主な出演・監督作品

### 映画
| 公開年 | 邦題 原題                                                                                        | 役名                                      | 備考       |
| ------ | ------------------------------------------------------------------------------------------------ | ----------------------------------------- | ---------- |
| 1979   | 新・明日に向って撃て! Butch and Sundance: The Early Days                                         | ジョー・リフォース                        |            |
| 1983   | ケンタッキー・ウーマン Kentucky Woman                                                            | Deke Cullover                             | テレビ映画 |
| 1983   | カインド・オブ・ラブ Two Kinds of Love                                                           | ジョー                                    | テレビ映画 |
| 1983   | マッド・ティース Of Unknown Origin                                                               | バート                                    |            |
| 1984   | バカルー・バンザイの8次元ギャラクシー The Adventures of Buckaroo Banzai Across the 8th Dimension | バカルー・バンザイ                        |            |
| 1984   | 家族の絆 Firstborn                                                                               | サム                                      |            |
| 1985   | 恐怖の訪問者 A Killing Affair                                                                    | バストン・モリス                          |            |
| 1986   | アポロジー・変質殺人者の告白 Apology                                                             | ラッド                                    | テレビ映画 |
| 1987   | ロボコップ RoboCop                                                                               | ロボコップ（アレックス・J・マーフィ巡査） |            |
| 1988   | 傷つけるほど愛して El túnel                                                                      | フアン・ペドロ・カステル                  |            |
| 1988   | シェイクダウン Shakedown                                                                         | ローランド・ダルトン                      |            |
| 1989   | リバイアサン Leviathan                                                                           | スティーヴン・ベック                      |            |
| 1989   | キャット・チェイサー Cat Chaser                                                                  | ジョージ・モラン                          |            |
| 1990   | ラブ・アフェアー Women and Men: Stories of Seduction                                             | ホビー                                    | テレビ映画 |
| 1990   | ロボコップ2 RoboCopP 2                                                                           | ロボコップ（アレックス・J・マーフィ巡査） |            |
| 1990   | スーパーコップ90 Rainbow Drive                                                                   | マイク・ギャラガー                        | テレビ映画 |
| 1991   | 裸のランチ Naked Lunch                                                                           | ビル・リー                                |            |
| 1992   | 50/50 フィフティ・フィフティ Fifty/Fifty                                                         | ジェイク                                  |            |
| 1992   | ハードラック Sunset Grill                                                                        | ライダー・ハート                          |            |
| 1994   | 愛妻が遺した妻 The Substitute Wife                                                               | マーティン・ハイタワー                    | テレビ映画 |
| 1994   | ニュー・エイジ The New Age                                                                       | ピーター・ウィンター                      |            |
| 1995   | 愛のめぐりあい Al di là delle nuvole                                                             | 夫                                        |            |
| 1995   | スクリーマーズ Screamers                                                                         | ジョー・ヘンドリクソン                    |            |
| 1995   | 誘惑のアフロディーテ Mighty Aphrodite                                                            | ジェリー・ベンダー                        |            |
| 1995   | DECOY/密猟地帯 Decoy                                                                             | バクスター                                |            |
| 1997   | カジノ・ヒート Top of the World                                                                  | レイ                                      |            |
| 1998   | タワー・オブ・タイタンズ I guardiani del cielo                                                   | ジョン・シャノン                          | テレビ映画 |
| 1999   | デッド・リミット Diplomatic Siege                                                                | スティーヴ・ミッチェル                    |            |
| 2000   | 偽造 Falling Through                                                                             | ルー                                      |            |
| 2000   | バイオ・ディザスター Contaminated Man                                                            | ジョセフ・ミュラー                        |            |
| 2000   | ドラキュラ・イン・ブラッド 血塗られた運命 Dark Prince: The True Story of Dracula                 | ステファン神父                            | テレビ映画 |
| 2003   | 悪霊喰 The Order                                                                                 | ドリスコル                                |            |
| 2005   | ポセイドン・アドベンチャー The Poseidon Adventure                                                | ポール・ギャリコ船長                      | テレビ映画 |
| 2007   | デス・サファリ サバンナの悪夢 Prey                                                               | トム・ニューマン                          |            |
| 2012   | ドラゴン・アイズ Dragon Eyes                                                                     | ミスター・V                               |            |
| 2012   | バットマン:ダークナイト・リターンズ Batman: The Dark Knight Returns                              | ブルース・ウェイン / バットマン           | 声の出演   |
| 2013   | スター・トレック イントゥ・ダークネス Star Trek into Darkness                                    | アレクサンダー・マーカス提督              |            |
| 2015   | バトルヒート Skin Trade                                                                          | コステロ警部                              |            |

### テレビシリーズ
| 放映年    | 邦題 原題                                                                    | 役名                                             | 備考                                                         |
| --------- | ---------------------------------------------------------------------------- | ------------------------------------------------ | ------------------------------------------------------------ |
| 1987      | フェアリーテール・シアター Faerie Tale Theatre                               | 兵士                                             | シーズン6「踊るお姫様」                                      |
| 2005      | スタートレック:エンタープライズ Star Trek:Enterprise                         | ジョン・パクストン（異星人排斥主義者）           | 2エピソード                                                  |
| 2002-2003 | オデッセイファイブ Odyssey 5                                                 | チャック・タガート                               | 19エピソード                                                 |
| 2006      | 24 -TWENTY FOUR- 24                                                          | クリストファー・ヘンダーソン（ジャックの元上司） | 11エピソード                                                 |
| 2006      | 名探偵モンク Monk                                                            | 劇中劇の俳優（ストットルマイヤー警部役）         | シーズン５第１話「もうひとりのモンク」Mr. Monk and the Actor |
| 2009      | FRINGE/フリンジ Fringe                                                       | アリスター・ペック博士                           | エピソードWhite Tulip                                        |
| 2010      | デクスター 〜警察官は殺人鬼 Dexter                                           | スタン・リディ                                   | 8エピソード                                                  |
| 2012      | Dr. HOUSE House M.D.                                                         | ペンザ                                           | エピソードPost Mortem                                        |
| 2013      | HAWAII FIVE-0 Hawaii Five-0                                                  | ストーナー                                       | シーズン3「復讐の薬きょう」                                  |
| 2013-2014 | サンズ・オブ・アナーキー Sons of Anarchy                                     | チャールズ・“チャーリー”・バロスキー             | 11エピソード                                                 |
| 2015-2018 | ザ・ラストシップ The Last Ship                                               | ポール・アントニー・ヴェレク博士                 | 7エピソードの監督、およびシーズン4に出演                     |
| 2018      | ミスター・メルセデス Mr. Mercedez                                            |                                                  | 1エピソードの監督                                            |
| 2018-2021 | MACGYVER/マクガイバー MacGyver                                               | エリオット・メイソン                             | 3エピソードの監督、および3エピソードに出演                   |
| 2019-2021 | 私立探偵マグナム Magnum P.I.                                                 |                                                  | 4エピソードの監督                                            |
| 2022      | ギレルモ・デル・トロの驚異の部屋 Guillermo del Toro's Cabinet of Curiosities | ライオネル／クリーチャー                         | Netflixオリジナルシリーズ 第7話 観覧                         |

### ドキュメンタリー
- ローマ〜古代帝国の先端技術〜 Engineering an Empire (ヒストリーチャンネル）- 番組ホスト。

## エピソード
映画『ロボコップ』の宣伝のため来日した際、ビートたけしが司会を務めるテレビ番組『スーパージョッキー』にゲスト出演した。最初は普通に（見方によってはあまり乗り気でない様子で）映画の宣伝をしていただけだったが、途中からたけしの顔を凝視するようになり、「あなたの顔をどこかで見た事があります」と通訳を介して告げた。しばらくの間たけしを見つめていたが、突然立ち上がるとたけしに握手を求めた。実は彼を大島渚監督作の『戦場のメリークリスマス』で観ており、たけし扮するハラ軍曹の演技に深く感銘を受けていたのだと告げ、偶然の出会いを心から喜んでいた。

## 参照
1. ↑  “Peter Weller Biography (1947–)”.   Filmreference.com (1947年6月24日). 2010年10月7日閲覧。
2. ↑  “Obituaries”.   pcgazette.com. 2010年10月7日閲覧。
3. ↑  『ロボコップ』ピーター・ウェラーの来日が決定！ - ライブドアニュース